# British Nuclear Fuels
British Nuclear Fuels (BNFL) war ein Aktienunternehmen der britischen Regierung (Hauptanteilseigner), das Produkte und Dienstleistungen aus der Kerntechnik und dem nuklearen Brennstoffkreislauf anbot.

## Organisation
Die BNFL beschäftigte schätzungsweise 23.000 Mitarbeiter an vielen Standorten in Großbritannien und auch außerhalb in 16 Ländern in Tochtergesellschaften, z. B. der BNFL S. A. in Saint-Quentin-en-Yvelines, Frankreich. Weitere Töchter waren die BNFL Engineering, BNFL Instruments, die BNFL Inc, oder BNFL Sellafield.
Sue Ion war ab 1992 die Leiterin der Forschungsabteilung von BNFL.

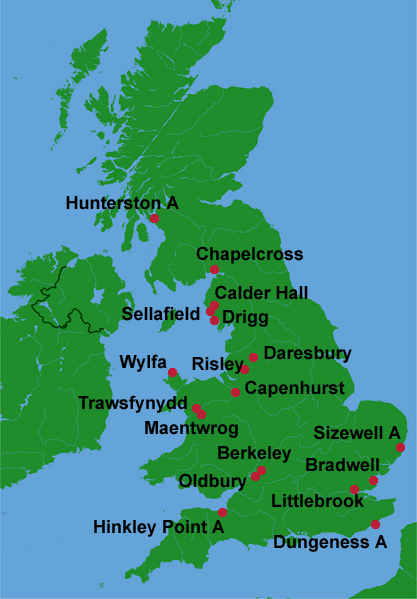
Lagekarte aller 18 Anlagen der BNFL (Stand 2005)

## Services
Das Leistungsportfolio umfasste unter anderem,
- die Planung und Auslegung britischer Kernreaktoren;
- die Herstellung von frischen Brennelementen in der Anlage Springfields, Lancashire (seit 1946) und Capenhurst, Cheshire (heute Teil der Urenco);
- Herstellung von MOX-Brennelementen in der SMP-Anlage (neben Thorp) in Sellafield;
- die Wiederaufarbeitung abgebrannter Kernbrennstoffe in der Anlage Thermal Oxide Reprocessing Plant (Thorp), erbaut ca. 1994; und der Anlage B 205 (für die abgebrannten Kernbrennstoffe der Magnox-Reaktorflotte) in Sellafield;
- der Transport von radioaktiven Brennstoffen und Abfällen durch die Direct Rail Services (DRS);
- die Stilllegung und den Abriss von Kernkraftwerken unter Aufsicht der Nuclear Decommissioning Authority (NDA).

## Geschichte
Die BNFL ging ab 1971 aus der ehemaligen „Production Group“ der UKAEA als Aktienunternehmen (plc) hervor. Das Unternehmen hatte in ihrer Unternehmensgeschichte zahlreiche Anteilsbeteiligungen und Subunternehmen sowohl im In- als auch im Ausland.
1998 übernahm BNFL die nukleare Sparte Westinghouse Electric Company von der Westinghouse Electric Corporation und nannte sie in der Folge um in Westinghouse Electric Company.
In dem Jahr 2004 wurde die British Nuclear Group (BNG) aus der BNFL herausgegründet. Die BNG selbst war in Übernahmegesprächen durch Amec und Fluor.
Am 6. Februar 2006 unterzeichnete der japanische Konzern Toshiba mit BNFL einen Vertrag, nachdem Toshiba für 5,4 Mrd. US$ die BNFL USA Group Inc sowie Westinghouse Electric UK Limited und damit die Nuklearsparte von BNFL zu 100 Prozent erwirbt. Damit wurde Toshiba der weltweit größte Hersteller von Kernkraftwerksanlagen.
Ende März 2017 beantragte die Westinghouse Electric Company Insolvenz, um weitere Auswirkungen auf das Mutterunternehmen Toshiba zu vermeiden. Zuvor waren mehrere Rettungspläne gescheitert, worauf das Unternehmen mehrmals die Bilanzpräsentation verschob. 2018 wurde der Verkauf an die Brookfield Business Partners verkündigt. Das Unternehmen ist (Stand 2023) weltweit aktiv im Kerntechnik-Geschäft und firmiert unter dem Namen Westinghouse Electric Company LLC. Das Hauptprodukt ist der moderne AP1000 Druckwasserreaktor.
Zur BNFL gehörte auch das Kerntechnik-Unternehmen Nexia Solutions (gegründet 2005), welches ab ca. 2008 seine Kompetenzen und Mitarbeiter in das United Kingdom National Nuclear Laboratory (UKNNL) übertrug.
Seit Mai 2009 hat BNFL selbst keine Geschäftstätigkeit.